# アントニオ・デイビス
アントニオ・デイビス（Antonio Lee Davis、1968年10月31日 - ）はカリフォルニア州オークランド出身のバスケットボール選手。身長206cm、体重111kg。NBAのインディアナ・ペイサーズやトロント・ラプターズで活躍した。元NBA選手会会長。

## 経歴
テキサス大学エルパソ校卒業後、1990年のNBAドラフトでインディアナ・ペイサーズから2巡目45位で指名された。しかしデイビスはヨーロッパのクラブチームに移籍し、3シーズンに渡ってプレーした。
1993年、フリーエジェントとしてインディアナ・ペイサーズと契約を結び、NBA入り。チームメイトのデール・デイビスと共に"Davis Brother"と呼ばれる強力なフロントコートのコンビを組んだ。主にシックスマンとしてベンチからの出場が多かったが、契約金は先発並で攻守に渡って活躍する姿はファンやコーチ陣からの評価も高かった。
1999年、デイビスはドラフト5位指名権と引き換えにトロント・ラプターズにトレードされた（ペイサーズはこの指名権を使ってジョナサン・ベンダーを獲得した）。
トロントで過ごした2000-2001シーズン、デイビスはオールスターに選出された他、翌2002年には世界選手権のアメリカ代表にも選出された。
2003年、シカゴ・ブルズにトレードされた。2005年のトレーニングキャンプ直前にエディ・カリーと共にマイケル・スウィートニー、ティム・トーマス、ジャーメイン・ジャクソンとのトレードでニューヨーク・ニックスに放出された。

## プレイスタイル
体を張ったディフェンスが最大の売り。闘志あふれるプレーでチームに活力をもたらすシックスマン。アウトサイドはないがゴール下での得点力にも優れていた。また、ヨーロッパでプレーした経験を買われて国際試合の代表に選出されたこともある。